# Colinas do Tocantins
Colinas do Tocantins är en kommun i Brasilien.   Den ligger i delstaten Tocantins, i den centrala delen av landet, 900 km norr om huvudstaden Brasília. Antalet invånare är 30 879.
Omgivningarna runt Colinas do Tocantins är huvudsakligen savann. Runt Colinas do Tocantins är det ganska glesbefolkat, med 31 invånare per kvadratkilometer.